# 高原巨蟹蛛
高原巨蟹蛛（学名：Heteropoda altissimus）为巨蟹蛛科巨蟹蛛属的动物。在中国大陆，分布于西藏等地，常栖息于庭院及室内墙壁。其生存的海拔范围为3050至3050米。该物种的模式产地在西藏。